# Compagnia aerea

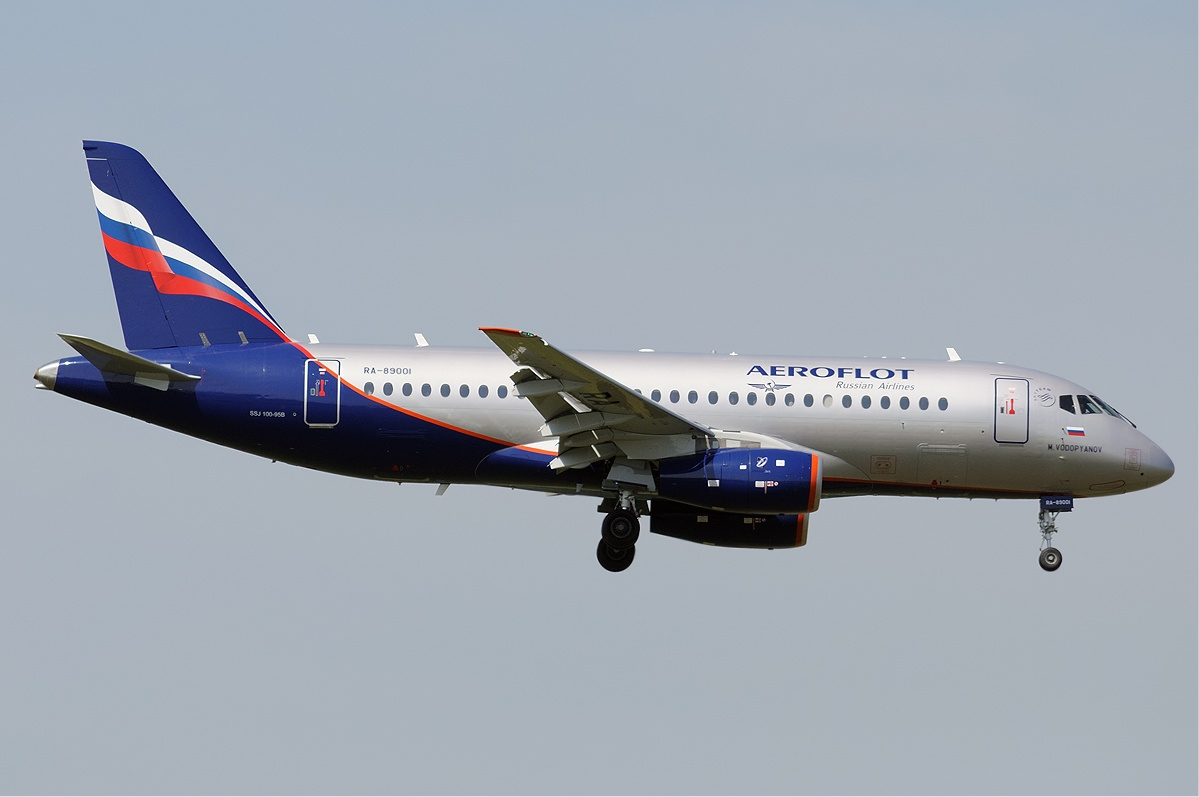
Sukhoi superjet 100 dell'Aeroflot

Una compagnia aerea o linea aerea è un'impresa la cui attività istituzionale consiste nel trasporto di persone o di merci mediante l'utilizzo di aeromobili.

## Storia

### DELAG, la prima compagnia aerea del mondo
Il 16 novembre 1909 Ferdinand Graf von Zeppelin fondò a Francoforte sul Meno la prima società d'aviazione nel mondo: La "DELAG", (Deutsche Luftschiffahrt-Aktiengesellschaft: società per azioni di navigazione aerea tedesca) che ha trasportato circa 34.000 passeggeri tra il 1910 e il 1913. Inoltre partì il 10 giugno 1912 il biplano "Gelber Hund" (cane giallo), il primo aereo postale, dall'aeroporto Francofurt-Rebstock a Darmstadt. Seguirono altre società, e già nel 1913, esisteva una rete di traffico tra Düsseldorf, Baden-Oos, Berlin-Johannisthal, Gotha, Francoforte sul Meno, Amburgo, Dresda e Lipsia. La prima guerra mondiale ha impedito tuttavia il collegamento organizzato tra le capitali europee.

### Il progresso in Europa nel dopoguerra

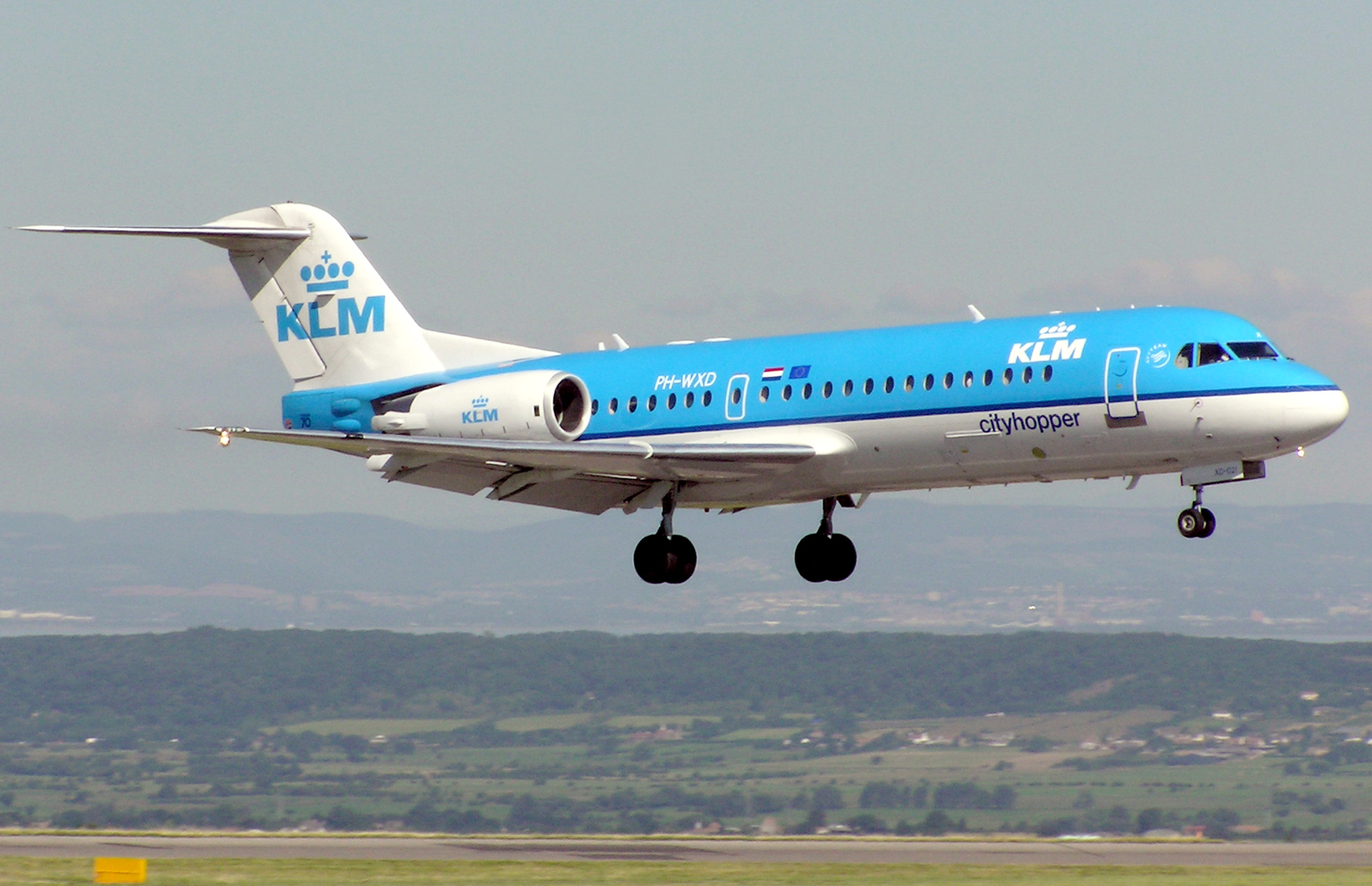
La livrea della KLM.

Dopo la guerra la Royal Air Force britannica modificò alcuni aerei DH4A in aerei civili e eseguì i primi voli per conto della posta tra Londra e Parigi. La "Lignes Aériennes Latecoere francese" entrò in servizio a Natale 1918 con la rotta da Tolosa a Barcellona ed il 5 febbraio 1919, la "Deutsche Luftreederei" (compagnia armatoriale tedesca dell'area) iniziò un traffico civile regolare tra Berlino e Weimar. Negli anni seguenti nacquero molte altre compagnie, come per esempio la francese "Messageries Aériennes", l'inglese "Air Transport and Travel" e l'olandese "KLM". Nel 1921 nasceva a Lussinpiccolo la SISA, prima compagnia aerea italiana per trasporto passeggeri che iniziò ad effettuare regolari voli di linea a partire dal 1º aprile 1926, sulla tratta Trieste-Torino.
A Francoforte venne introdotto un servizio di traffico aereo regolare con la "Südwestdeutschen Luftverkehrs-AG" e con l'unione delle società di traffico aereo, "Deutscher Aero Lloyd AG" e "Junkers-Luftverkehrs SPA" in "Deutsche Luft Hansa AG" arrivò il 6 gennaio 1926 il grande successo per il traffico aereo civile tedesco.
La nuova società di traffico aereo statale si sviluppò molto soddisfacentemente e già un anno dopo la sua fondazione la "Lufthansa" inaugurò il trasporto civile in Europa così come nell'Estremo Oriente ed in Sudamerica.
Negli ultimi anni, soprattutto in Europa, si sono evolute svariate compagnie aeree low cost che, come strategia di vendita, tendono a vendere più biglietti di quelli effettivamente disponibili su un proprio aereo; questo perché, grazie a ricerche statistiche, è stato provato che c'è sempre qualcuno che rinuncia al proprio volo all'ultimo minuto lasciando vuoto il proprio posto: tutto ciò permette un ulteriore guadagno per la compagnia aerea, senza il rischio della sovrapprenotazione.

### L'espansione negli Stati Uniti
In USA lo sviluppo dell'aviazione civile inizialmente non procedette come in Europa. Questo cambiò il 19 maggio 1927 quando Charles Lindbergh eseguì da solo il primo volo transatlantico con successo. Dopo questo successo le costruzioni aeronautiche americane e le linee aeree locali ebbero uno slancio enorme. Nel 1926 in America vi erano 12 linee aeree; nel 1928 erano già 25. Nel 1930 le più grandi compagnie aeree americane effettuarono il doppio dei voli delle linee europee nel loro complesso.

### Le prime compagnie aeree
| Nome                                             | Stato            | Data fondazione  | Chiusura operazioni di volo | Note |
| ------------------------------------------------ | ---------------- | ---------------- | --------------------------- | --- |
| DELAG                                            | Impero Germanico | 16 novembre 1909 | 1935                        | Prima compagnia aerea del mondo |
| Aero Rt.                                         | Ungheria         | 22 dicembre 1910 | 1910                        | |
| St. Petersburg-Tampa Airboat Line                | Stati Uniti      | 1913             | 1914                        | Prima compagnia aerea a fare uso di idrovolanti |
| Aircraft Trasport and Travel                     | Regno Unito      | 5 ottobre 1916   | 1921                        | |
| Chalk's Ocean Airways                            | Stati Uniti      | 1917             | 2007                        | Fallita come Chalk's International Airways |
| Det Danske Luftfartselskab                       | Danimarca        | 29 ottobre 1918  | 1946                        | Nel 1946 si fonde con Svensk Interkontinental Lufttrafik e Det Norske Luftfartselskap creando la SAS Scandinavian Airlines |
| Société des lignes Latécoère                     | Francia          | 25 dicembre 1918 | 1932                        | Rinominata nel 1927 in Aéropostale, nel 1932 viene incorporata in Air France |
| Svenska Lufttrafik                               | Svezia           | 7 febbraio 1919  | 1921                        | |
| Lignes Aériennes Farman                          | Francia          | 8 febbraio 1919  | 7 ottobre 1933              | Nel 1933 con altre 4 compagnie ha fondato Air France |
| Grand Express Aériens                            | Francia          | 20 marzo 1919    | 1º gennaio 1923             | Il 1º gennaio 1923 si è fusa con Compagnie des Messageries Aériennes fondando Air Union |
| Compagnie des Messageries Aériennes              | Francia          | 18 aprile 1919   | 1º gennaio 1923             | Il 1º gennaio 1923 si è fusa con Grand Express Aèriens fondando Air Union |
| Daimler Airway                                   | Regno Unito      | 7 giugno 1919    | 31 marzo 1924               | Insieme ad altre 3 compagnie aeree ha fondato Imperial Airways |
| KLM                                              | Paesi Bassi      | 7 ottobre 1919   | in attività                 | KLM è la più vecchia compagnia aerea esistente tutt'oggi Le operazioni di volo sono state sospese durante la seconda guerra mondiale eccetto che nelle Antille olandesi e nei Caraibi Nel 2004 si è fusa con Air France creando il gruppo Air France-KLM |
| SCADTA                                           | Colombia         | 5 dicembre 1919  | 14 giugno 1940              | Nel 1940 si è fusa con SACO creando Avianca |
| Handley Page Trasport                            | Regno Unito      | 1919             | 31 marzo 1924               | Insieme ad altre 3 compagnie aeree ha fondato Imperial Airways |
| Instone Air Line                                 | Regno Unito      | 1919             | 31 marzo 1924               | Insieme ad altre 3 compagnie aeree ha fondato Imperial Airways |
| Compagnie Franco-Roumaine de Navigation Aérienne | Francia Romania  | 23 aprile 1920   | 1933                        | Insieme ad altre 4 compagnie aeree ha fondato Air France |
| Qantas                                           | Australia        | 16 novembre 1920 | in attività                 | Più vecchia compagnia aerea mondiale a non aver mai fermato le operazioni di volo |
| Aerotarg                                         | Polonia          | 21 maggio 1921   | 1921                        | Prima compagnia aerea ad esser fallita dopo nemmeno un anno di attività |
| Mexicana                                         | Messico          | 21 luglio 1921   | 28 agosto 2010              | |
| SISA                                             | Italia           | 1921             | 1934                        | Prima compagnia aerea italiana |

## Compagnie aeree di oggi
Le compagnie aeree di oggi possono essere distinte in diverse categorie a seconda del loro tipo business, di trasporto, di ricavi e di proprietà.
- Compagnia aerea di bandiera, una compagnia aerea, a prescindere dalla dimensione, dai ricavi o da business, il cui azionista di riferimento sia lo Stato;
- Compagnia aerea maggiore, una compagnia aerea che possegga un numero minimo di aeromobili e fornisca un servizio di determinata qualità;
- Compagnia aerea standard, una compagnia aerea che offre voli di linea con connessioni, due o più classi di bordo, servizi di cabina (in-flight entertainment), programmi frequent flyer, airport lounges, code sharing, ect.;
- Compagnia aerea a basso costo, una compagnia aerea che offre voli di linea senza connessioni, con un'unica classe di bordo e senza altri tipi di servizi (in-flight entertainment, programmi frequent flyer, airport lounges, code sharing, ect.);
- Compagnia aerea regionale, una compagnia aerea che offre voli di linea, generalmente con aerei regionali per conto o come sussidiaria di una compagnia aerea di più grandi dimensioni (standard, major, di bandiera);
- Compagnia aerea charter, una compagnia aerea che offre voli non di linea, generalmente verso località turistiche in cooperazione con i tour operator;
- Compagnia aerea cargo, una compagnia aerea che offre servizi di trasporto merci.

### Compagnie aeree gestite dallo Stato

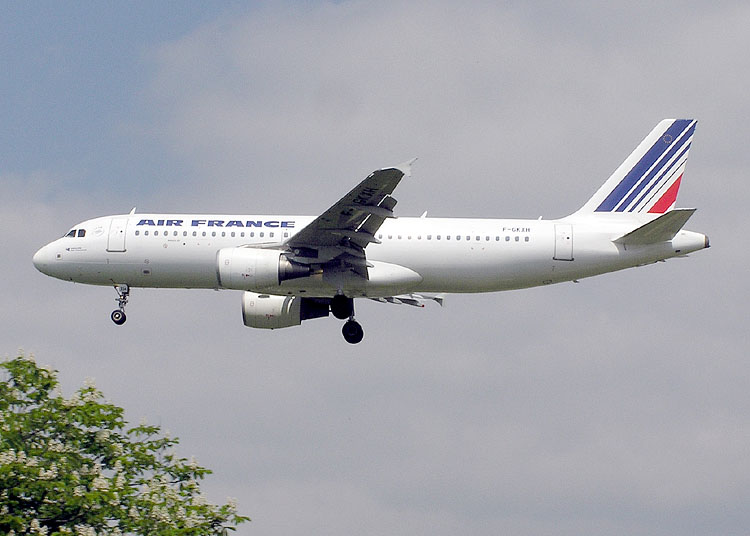
Air France, compagnia di bandiera francese.

Fino a qualche anno fa la maggior parte delle compagnie aeree, spesso economicamente in deficit, venivano gestite direttamente dallo Stato principalmente per ragioni di prestigio. Queste compagnie si chiamavano anche "flagcarrier" (inglese: flag - bandiera, carrier - vettore) o "compagnie di bandiera" poiché volavano per così dire sotto la bandiera di uno Stato, è stato il caso dell'Alitalia, della tedesca Deutsche Lufthansa e della francese Air France.
Queste Flag carrier non dovevano rispondere rigidamente alle esigenze normali del mercato, ma a quelle governative. Eventuali risultati negativi dell'impresa erano appianati frequentemente da donazioni generose da parte dei rispettivi governi.

### Privatizzazione e liberalizzazione del traffico aereo
Per la sempre crescente liberalizzazione (ingl.: deregulation) alle compagnie di bandiera si affiancavano sempre più compagnie private che dovevano essere competitive secondo le leggi economiche del libero mercato. La deregulation pone fine alle compagnie di bandiera.
Il Regolamento (CEE) n. 2408/92 ripristinava i diritti di traffico a favore delle compagnie di bandiera o di vettori aerei alternativi designati dagli Stati membri e operanti in regime di monopolio legale. L'attivazione di una rotta aerea necessita di un preventivo accordo multilaterale fra i Paesi attraversati.

### Compagnie aeree charter
Le compagnie aeree charter (dall'inglese noleggiare) non dispongono, di regola, di proprie linee aeree, ma noleggiano i loro aeroplani ed equipaggio. Questo può essere preso in considerazione da persone private, da imprese per singoli voli o da operatori turistici come: TUI AG, Tjaereborg, Thomas Cook Airlines, che si servono costantemente di quest'offerta delle compagnie aeree charter, stabilendo così delle proprie reti di volo.
Più in particolare si caratterizzano, rispetto alle compagnie aeree tradizionali, per non avere un orario "schedulato" sulla base di una programmazione periodica. Non offrono, pertanto, il carattere della continuità.

### Compagnie aeree a basso costo

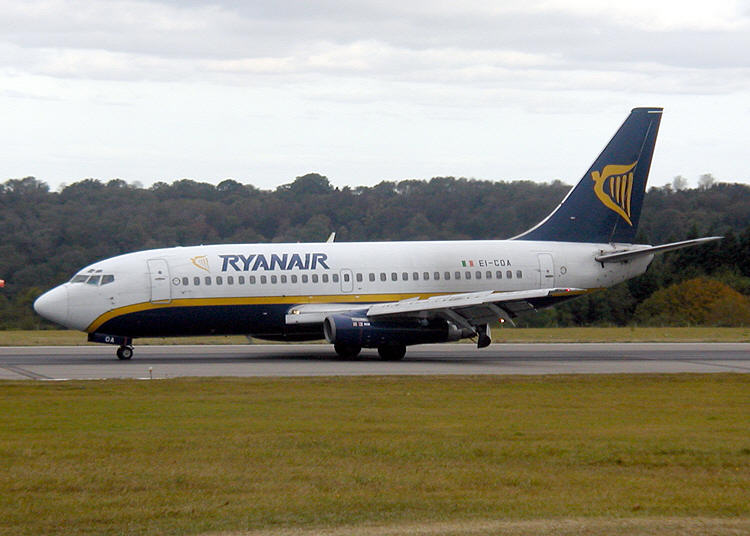
La vecchia livrea della Ryanair, vettore a basso costo

Oltre alle compagnie aeree statali e private, negli ultimi anni si è assistito al boom delle compagnie aeree a basso costo, che si sono imposte sul mercato grazie all'economicità dei loro voli. I prezzi contenuti sono frutto di una politica che punta al risparmio sul personale, a terra (le prenotazioni e gli altri servizi vengono fatti unicamente online) e a bordo (meno hostess e steward in cabina, dove spuntini e bibite sono venduti, invece che compresi nel biglietto) e sulla scelta di piccoli aeroporti, con minori spese, spesso più lontani dalla destinazione degli aeroporti principali. A differenza delle tradizionali compagnie, inoltre, raramente viene fatto ricorso ai programmi frequent flyer per fidelizzare il cliente tramite viaggi premio.
Paradossalmente, invece, tali compagnie spendono mediamente in sicurezza più di una grande compagnia aerea: questo è dovuto al fatto che grandi aziende, come quelle statali, hanno negli aeroporti nazionali dei propri servizi di sicurezza e controllo, mentre le piccole compagnie a basso costo devono ricorrere proprio ai tecnici di altre compagnie, pagando, quindi, un prezzo maggiore.
La più celebre compagnia aerea a basso costo, la prima a riuscire veramente ad imporsi e a lanciare il mercato in Europa, è stata la Ryanair, che aveva adottando il modello economico "tariffe basse/niente fronzoli" (no frills) che veniva usato con successo già da tempo dalla compagnia aerea statunitense Southwest Airlines.

### Compagnie aeree per trasporto merci
Le compagnie aeree per il trasporto merci, dette anche "Cargo Carrier", si concentrano soprattutto sul trasporto delle merci. Questo mercato diventa sempre più importante per il mercato economico globale. I grandi vantaggi del trasporto merci via aereo, a confronto del trasporto via mare, sono:
- il risparmio di tempo tra la produzione e la vendita aprendo nuovi mercati lontano dei posti di produzione
- la disponibilità mondiale di merci deperibili, come frutta e verdure ad ogni stagione.

Lo sviluppo del mercato globale comporta nei voli merci un tasso di crescita come non potranno essere raggiunti in altri campi. Questo implica delle flotte più grandi in confronto alle compagnie di trasporto persone. Così le flotte di noti Cargo Carrier,  come Federal Express, DHL o UPS sono costituiti anche da più di 600 aerei, mentre le compagnie aeree passeggeri superano raramente i 300 aerei.

### Il leasing di aeroplani
Le compagnie aeree spesso non sono proprietarie degli aerei da loro impiegati - anche nell'aviazione si sono sviluppate diverse possibilità di finanziamenti. Frequentemente gli aeromobili sono presi in leasing; ci sono diverse forme, il cosiddetto dry-leasing e il cosiddetto wet-leasing. Per il dry-leasing la compagnia aerea deve mettere un proprio equipaggio di bordo, per il wet-leasing il personale di bordo è messo a disposizione dai proprietari del mezzo. Sul mercato del dry-leasing, che può essere molto remunerativo, alcune società si sono affermate negli anni, per esempio le prime quattro società di leasing sono:
1. IFLC (International Lease Finance Corporation), del gruppo American International Group
2. GECAS (GE Commercial Aviation Services), del gruppo General Electric
3. AWAS (Ansett Worldwide Aviation Services), del gruppo Terra Firma
4. BBAM (Babcock & Brown Aircraft Management), del gruppo Babcock & Brown Air Limited